# Suntaks socken
Suntaks socken i Västergötland ingick i Vartofta härad, ingår sedan 1974 i Tidaholms kommun och motsvarar från 2016 Suntaks distrikt.
Socknens areal är 13,39 kvadratkilometer varav 13,35 land. År 2000 fanns här 106 invånare.  Kyrkbyn Suntak med sockenkyrkan Suntaks kyrka ligger i socknen.

## Administrativ historik
Socknen har medeltida ursprung. 
Vid kommunreformen 1862 övergick socknens ansvar för de kyrkliga frågorna till Suntaks församling och för de borgerliga frågorna bildades Suntaks landskommun. Landskommunen uppgick 1952 i Dimbo landskommun som upplöstes 1974 då denna del uppgick i Tidaholms kommun. Församlingen uppgick 2002 i Valstads församling.
.
1 januari 2016 inrättades distriktet Suntak, med samma omfattning som församlingen hade 1999/2000.  
Socknen har tillhört län, fögderier, tingslag och domsagor enligt vad som beskrivs i artikeln Vartofta härad. De indelta soldaterna tillhörde Skaraborgs regemente, Vartofta kompani.

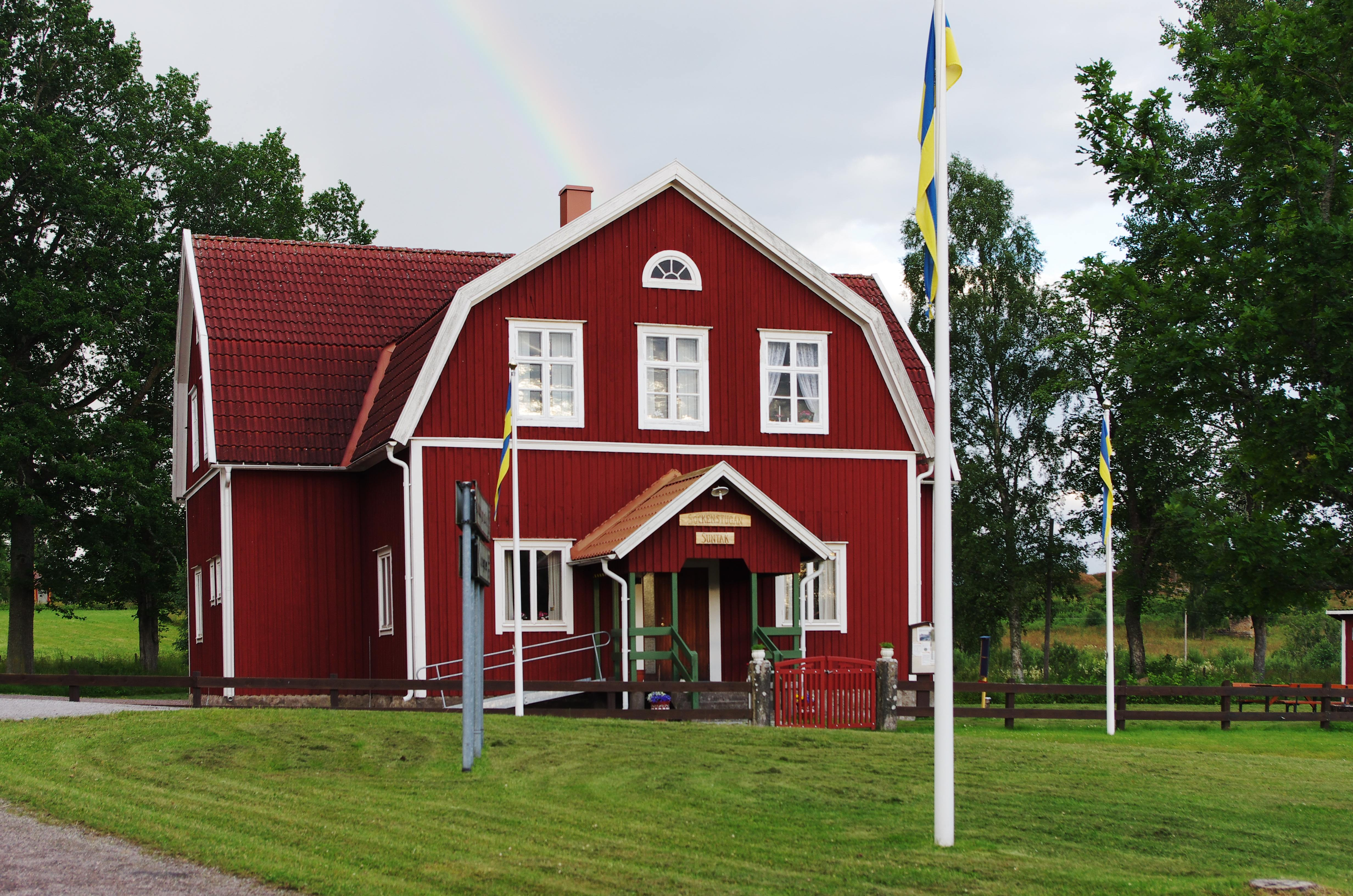
Sockenstugan

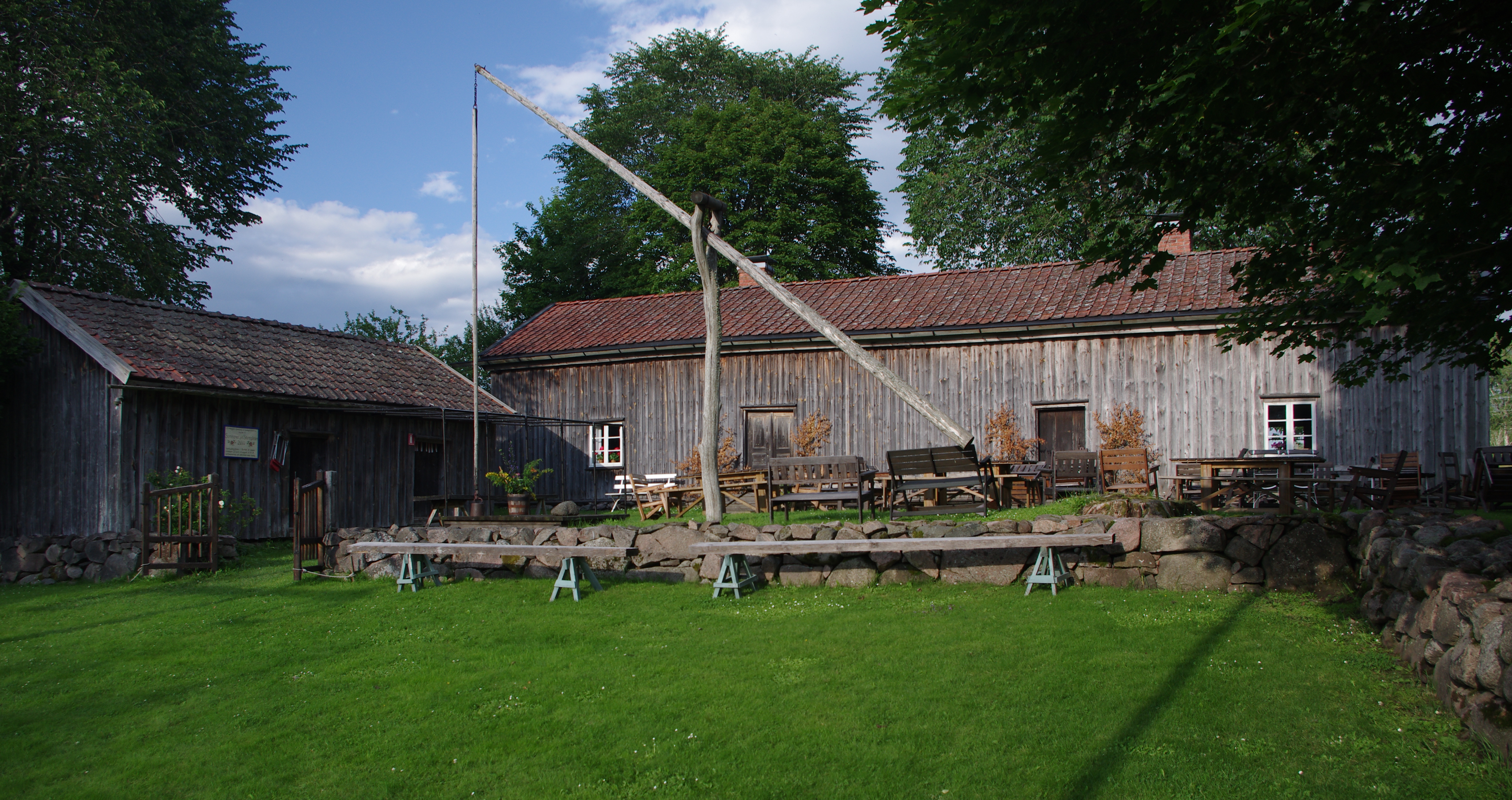
Bygdegården

## Geografi
Suntaks socken ligger sydväst om Tidaholm kring ån Ösan. Socknen är en kuperad odlingsbygd i väster och skogbeklädd slättbygd i öster.

## Fornlämningar
Socknen har fornlämningar i form av ett järnåldersgravfält (RAÄ Suntak 8) på 130x60 meter. Strax öster om gravfältet finns en samling hålvägar.
I Suntaks gamla kyrka återfinns en kopia på Suntakstolen som troligtvis är Sveriges äldsta bevarade möbel. Stolen är daterad till 1100-tal och är en ombyggd kyrkbänk där det vänstra armstödet är ett snidat varghuvud vars haka stödjs av en fallos.

## Namnet
Namnet skrevs 1225 Suntagi och kommer från kyrkbyn. Efterleden innehåller teg. Förleden kan innehålla mansnamnet Sunte, alternativt sund, 'smal sankmark'.

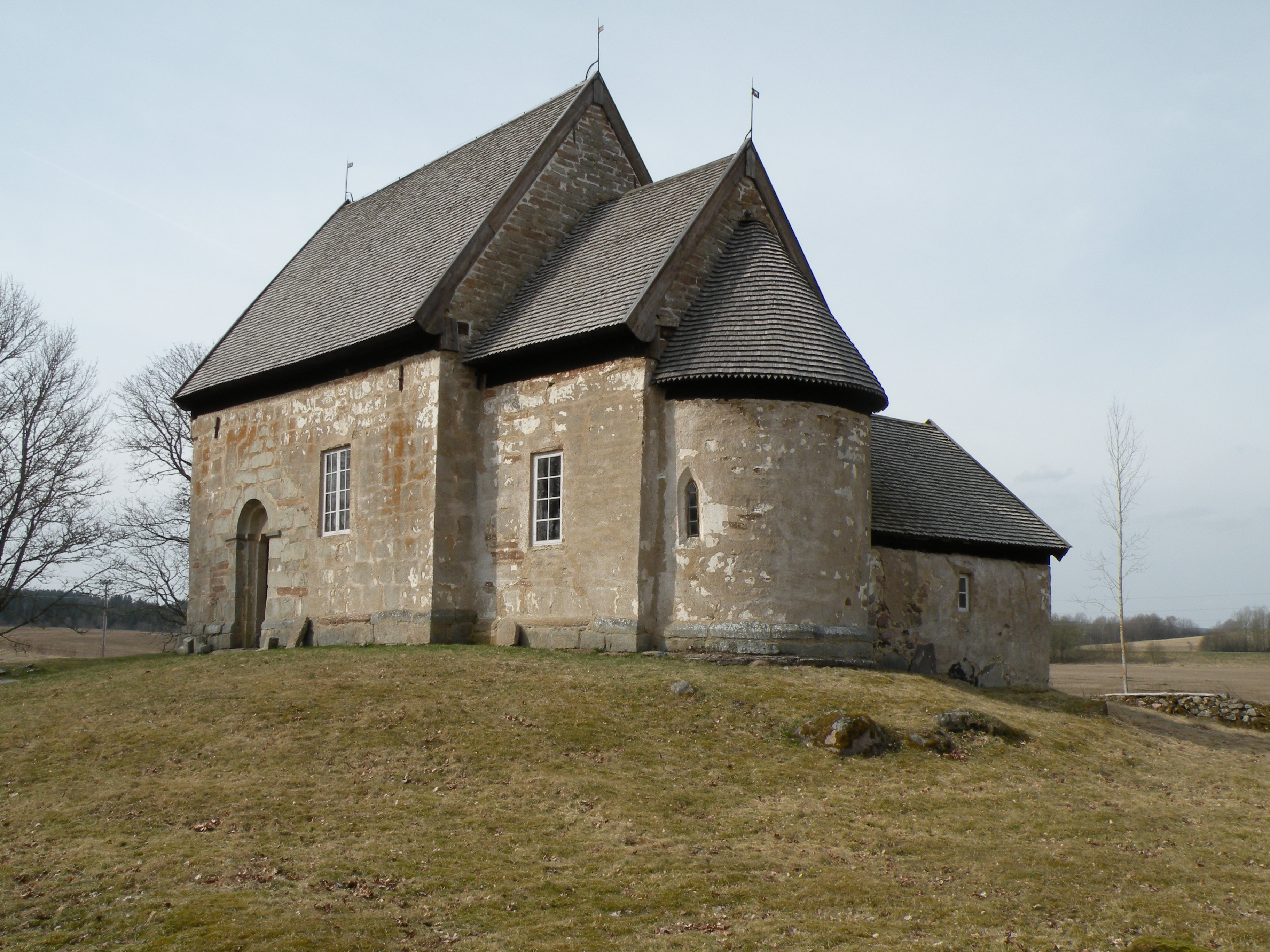
Suntaks gamla kyrka
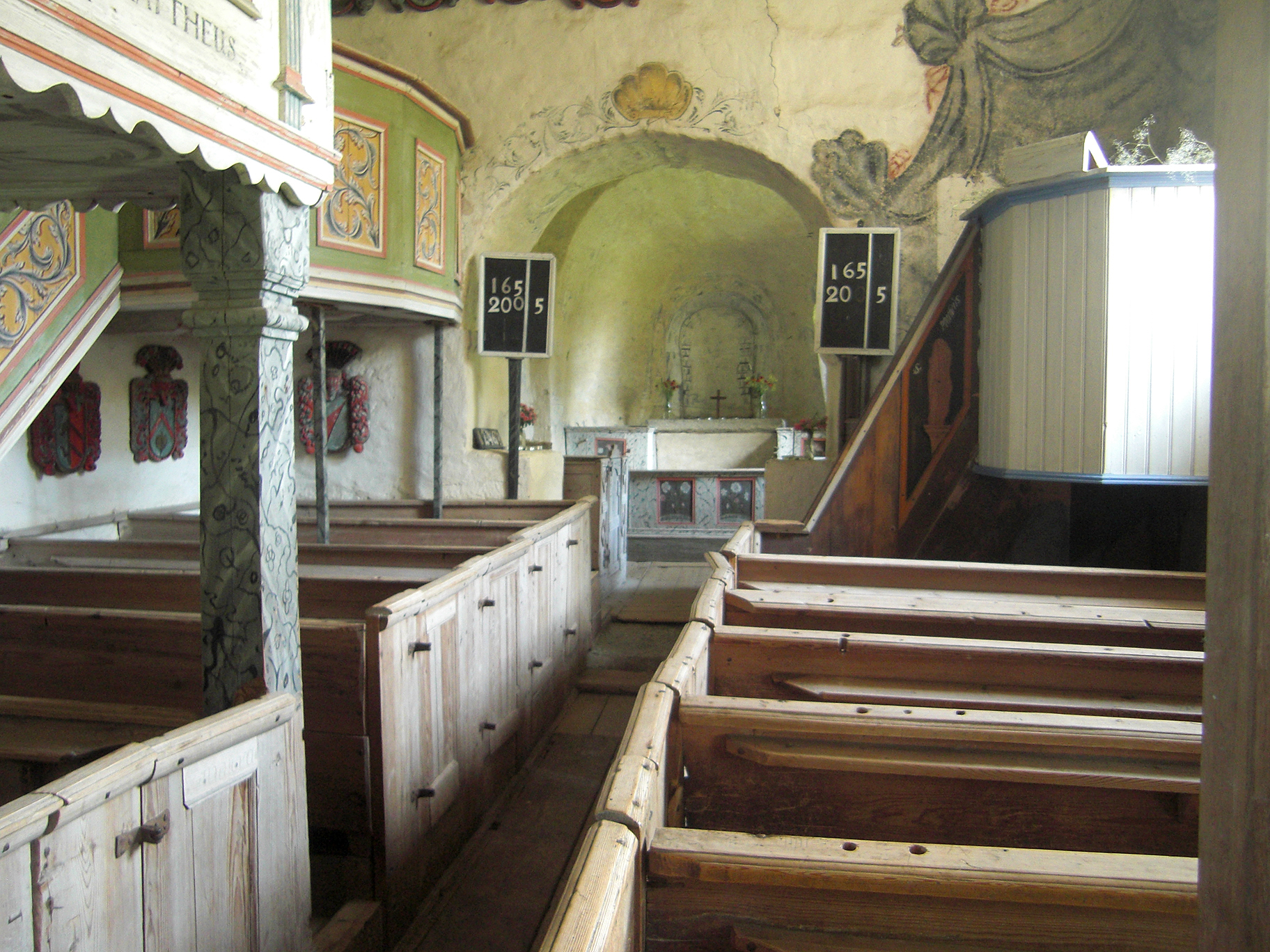
Suntaks gamla kyrkas ålderdomliga interiör.
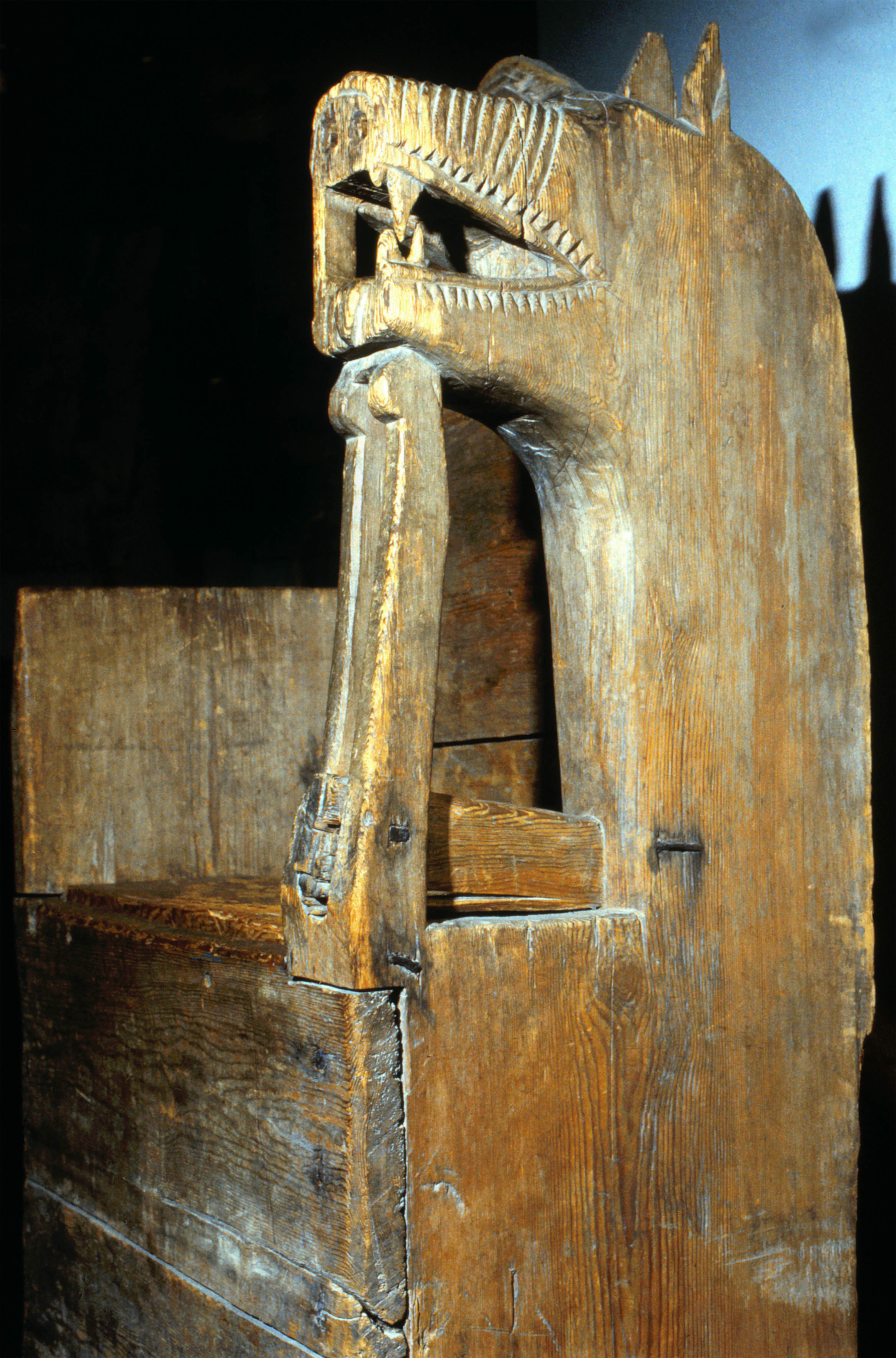
Suntakstolen
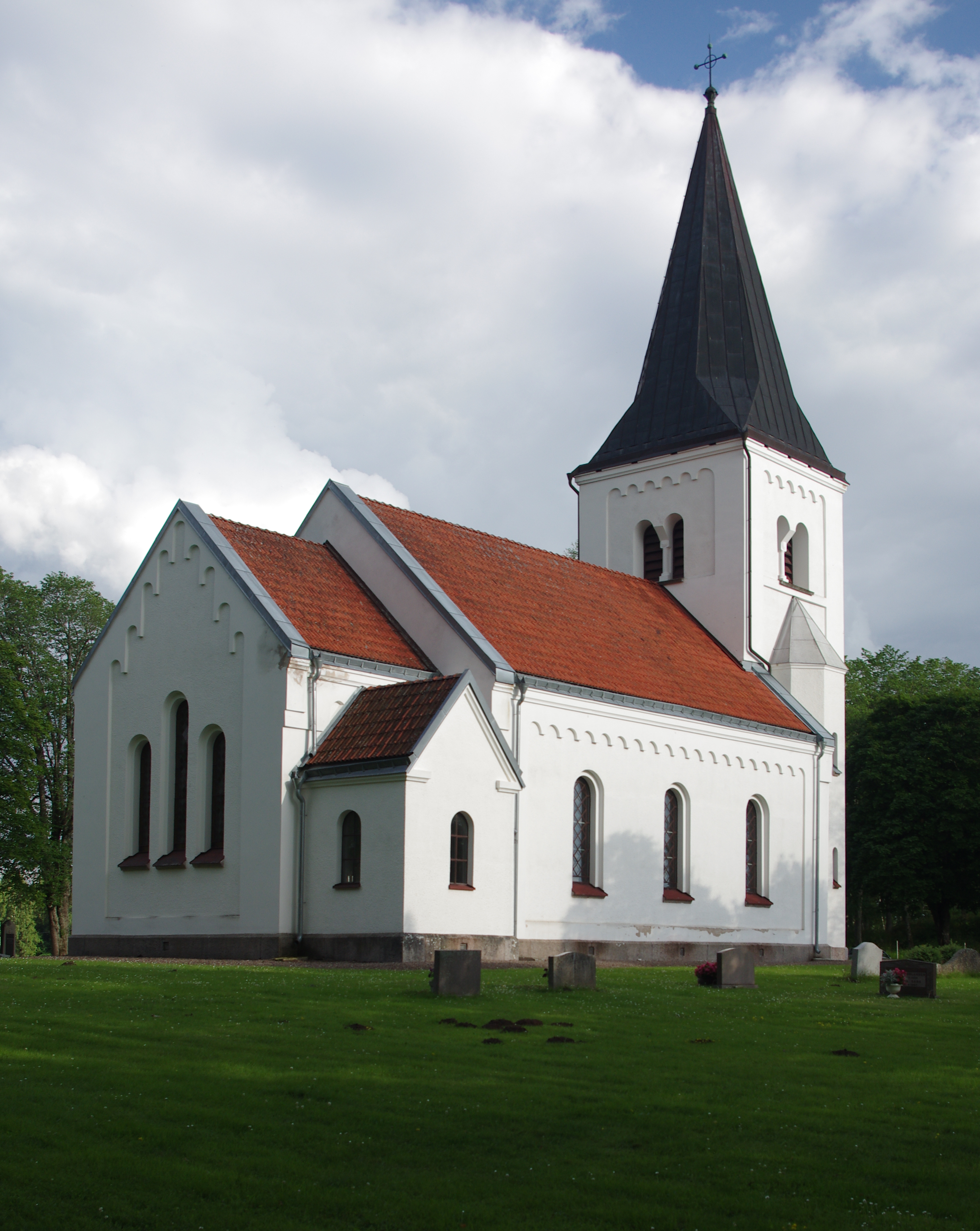
Suntaks nya kyrka